# Іванов Ігор Михайлович
Ігор Михайлович Іванов (рос. Игорь Михайлович Иванов; 8 листопада 1984, Налобіха, РРФСР — 25 серпня 2023, Кліщіївка, Україна) — російський офіцер, майор ЗС РФ. Герой Російської Федерації.

## Біографія
В 2002 році закінчив середню загальносвітню школу ЗАТО Сибірський, в 2007 році — факультет математики та інформатики Алтайського державного педагогічного університету. Здобув диплом магістра, після чого працював вчителем в своїй школі. В 2008 році підписав контракт з ЗС РФ, служив на офіцерських посадах.
З серпня 2022 року брав участь у вторгненні в Україну, заступник командира 85-ї окремої мотострілецької бригади з військово-політичної роботи. Загинув у бою. Похований на Новомихайлівському цвинтарі Барнаула.

## Нагороди
- Медаль «За відзнаку у військовій службі» 3-го ступеня (10 років)
- Орден Мужності
- Звання «Герой Російської Федерації» (6 вересня 2024, посмертно)